# Campeonato Goiano Terceira Divisão 2023
In 2023 werd het 21ste Campeonato Goiano Terceira Divisão gespeeld voor clubs uit de Braziliaanse staat Goiás. De competitie werd georganiseerd door de FGF en werd gespeeld van 2 september tot 26 november. ABECAT werd kampioen.

## Eerste fase

### Groep A
| Plaats | Club           | Wed. | W | G | V | Saldo | Ptn. |
| ------ | -------------- | ---- | - | - | - | ----- | ---- |
| 1.     | ABECAT         | 10   | 7 | 2 | 1 | 25:6  | 23   |
| 2.     | Uruaçu         | 10   | 4 | 4 | 2 | 15:8  | 16   |
| 3.     | Guanabara City | 10   | 5 | 0 | 5 | 14:16 | 15   |
| 4.     | Pires do Rio   | 10   | 4 | 3 | 3 | 12:14 | 15   |
| 5.     | Cerrado        | 10   | 1 | 3 | 6 | 5:17  | 6    |
| 6.     | Itumbiara      | 10   | 0 | 6 | 4 | 5:16  | 6    |

|  | Geplaatst voor tweede fase |

### Groep B
| Plaats | Club        | Wed. | W | G | V | Saldo | Ptn. |
| ------ | ----------- | ---- | - | - | - | ----- | ---- |
| 1.     | Trindade    | 8    | 5 | 2 | 1 | 17:6  | 17   |
| 2.     | Itaberaí    | 8    | 5 | 1 | 2 | 16:8  | 16   |
| 3.     | Tupy        | 8    | 4 | 1 | 3 | 17:13 | 13   |
| 4.     | Mineiros    | 8    | 4 | 0 | 4 | 19:15 | 12   |
| 5.     | Rioverdense | 8    | 0 | 0 | 8 | 3:30  | 0    |

|  | Geplaatst voor tweede fase |

## Tweede fase
In geval van gelijkspel worden strafschoppen genomen, tussen haakjes weergegeven.
|  | halve finale | halve finale | halve finale | halve finale |  |          | finale | finale | finale | finale |
|  |              |              |              |              |  |          |        |        |        |        |
|  |              |              |              |              |  |          |        |        |        |        |
|  | ABECAT       | 1            | 2            | 3 (4)        |  |          |        |        |        |        |
|  | Uruaçu       | 1            | 2            | 3 (2)        |  |          |        |        |        |        |
|  |              |              |              |              |  | ABECAT   | 2      | 2      | 4      |        |
|  |              |              |              |              |  | Trindade | 0      | 1      | 1      |        |
|  | Trindade     | 0            | 1            | 1 (5)        |  |          |        |        |        |        |
|  | Itaberaí     | 1            | 0            | 1 (4)        |  |          |        |        |        |        |

### Kampioen
| Campeonato Goiano de 2023 - Terceira Divisão |
| Goias                                        |
| -------------------------------------------- |
| ABECAT Kampioen (1° titel)                   |